# Giánnis Karagiánnis
Giánnis Karagiánnis (en griego: Γιάννης Καραγιάννης); (Limasol, Chipre, 25 de julio de 1994) es un cantante y compositor greco-chipriota. Fue el representante de Chipre en el Festival de la Canción de Eurovisión 2015.

## Carrera
Giánnis, desde la edad de seis años se interesó por la música y dos años más tarde comenzó a dedicarse a ello, teniendo como estilo musical el pop. Durante esos tiempos ganó diversos concursos de música a nivel local en su país.
En los años 2007 y 2008, se presentó a la selección nacional para poder representar a Chipre en el Festival de la Canción de Eurovisión Junior, pero finalmente no logró ganar. Seguidamente siguió trabajando en su carrera musical.

### Eurovisión 2015
El día 1 de febrero de 2015, concursó en el Eurovision Song Project con la canción compuesta por el mismo y por Mike Connaris, titulada One thing I should have done ( en español: Una cosa que tendría que haber hecho), donde tras diversas rondas logró convertirse en el actual representante de Chipre en el Festival de la Canción de Eurovisión 2015 que se celebró en el Wiener Stadthalle de la ciudad austriaca de Viena, que tras superar la semifinal participará en la final que se celebrará el día 23 de mayo. Allí pasó su semifinal con 87 puntos (6º), quedando en la gran final en el puesto 22º y 11 puntos.